# Mékinac
Mékinac – regionalna gmina hrabstwa (MRC) w regionie administracyjnym Mauricie prowincji Quebec, w Kanadzie. Stolicą jest miasto Saint-Tite. Składa się z 14 gmin: 1 miasta, 3 gmin, 1 wsi, 5 parafii i 4 terytoriów niezorganizowanych.
Mékinac ma 12 924 mieszkańców. Język francuski jest językiem ojczystym dla 99,1%, angielski dla 0,6% mieszkańców (2011).